# Igrzyska Śródziemnomorskie 1967
5. Igrzyska Śródziemnomorskie – piąte w historii igrzyska śródziemnomorskie odbyły się w Tunisie (Tunezja), między 8 a 17 września 1967. W zawodach wzięło udział 12 reprezentacji narodowych – w sumie w imprezie uczestniczyło 1249 sportowców (1211 mężczyzn i 38 kobiet). Były to pierwsze igrzyska, w których startowały także kobiety.

## Tabela medalowa
| Lp | Kraj       | Złoto | Srebro | Brąz | Suma |
| -- | ---------- | ----- | ------ | ---- | ---- |
| 1  | Włochy     | 35    | 26     | 22   | 83   |
| 2  | Jugosławia | 15    | 16     | 5    | 36   |
| 3  | Hiszpania  | 10    | 14     | 27   | 51   |
| 4  | Turcja     | 9     | 9      | 6    | 24   |
| 5  | Francja    | 7     | 4      | 4    | 15   |
| 6  | Tunezja    | 5     | 9      | 11   | 25   |
| 7  | Grecja     | 5     | 6      | 12   | 23   |
| 8  | Maroko     | 1     | 1      | 3    | 5    |
| 9  | Algieria   | 0     | 0      | 3    | 3    |
| 10 | Libia      | 0     | 0      | 2    | 2    |
| 11 | Liban      | 0     | 0      | 1    | 1    |
|    | Suma:      | 87    | 85     | 96   | 268  |

## Dyscypliny
- Lekkoatletyka  (szczegóły)
- Zapasy  (szczegóły)